# LOOPERS
『LOOPERS』（ルーパーズ）は、ビジュアルアーツのゲームブランド・Keyより2021年5月28日に発売されたビジュアルノベル作品。

## 概要
ビジュアルアーツによるキネティックノベル作品。選択肢は存在せず、映画のような感覚で一本のシナリオに集中できる作品を目指している。シナリオは竜騎士07が、キャラクターデザイン・イラストは望月けいが、主題歌はsajou no hanaのsanaがそれぞれ担当する。
変わらない毎日から抜け出そうとする若者たちを描くループもの。退屈が死に直結する世界の中で、若者たちが本当の宝物を探しに行く。退屈にさえ耐えられれば全てが揃っている理想のループ世界と、明日何が起こるかわからない不安に満ちた現実世界とを対比することで、ループから抜け出すかどうかを読者に問い掛けている。

## 製作

### 沿革
2020年10月26日にYoutubeで配信された「Key Channel 第五回 新プロジェクト鍵開け生放送」にて、3作品のキネティックノベル企画の1つ「Project：LOOPER」として発表。2020年12月11日に名称を『LOOPERS』に改めた上で公式サイトが公開された。
当初は2021年3月26日に発売予定であったがクオリティアップを理由として同年5月28日への延期が発表された。
同年7月20日からはスマートフォン向けとしてAndroid版とiOS版の配信が始まった。また、コンシューマー版として、2022年6月2日にはNintendo Switch版が、2023年2月16日にはPS4版がプロトタイプにより発売された。また、2023年6月27日には、英語・簡体中国語対応のSteam版が発売された。
2025年10月24日には新たなシナリオ・イラスト・楽曲などを追加した『LOOPERS PLUS』の発売が予定されている。

### 企画
- 出典[2]

LOOPERSの企画は、ジオキャッシングをモチーフにした物語を作る案から始まった。企画会議の最中、プロデューサーである丘野塔也が「宝箱の中に人の指が入っていたら面白いのではないか」と提案したことで、LOOPERSの企画が本格的に動き出した。その際にコンセプトが「宝探し×ホラー×泣き」と設定され、このコンセプトに最も適している人物として竜騎士07が選ばれた。

### 執筆
- 出典[2]

プロット
竜騎士07は、世間からの自身に対するループ作家としての評価を考慮して、物語に同じ日を繰り返すループを取り入れた。何度も議論を交わしながら、長い時間を掛けてプロットを練り上げたという。竜騎士07は自身のビジュアルアーツとの関わりを思い出しながら、『Rewrite』が若さと勢いで書かれた作品であるのに対し、『LOOPERS』はベテランとしての知識を総動員して丁寧に作り上げた作品だと語る。人生でいちばん丁寧に作り上げていった作品かもしれないとも語っている。
コンセプト
竜騎士07はジオキャッシングを実際にプレイしてみて、宝探しの醍醐味はただ宝物を探すだけでなく、宝物が有るか無いかを想像することにもあるように感じたという。それと同時に、ジオキャッシングを悪用してないけないという気持ちも芽生えたという。宝探しゲームを穢さないように、表現には細心の注意を払いながら物語を執筆したと語る。
また、彼によれば、本作はKeyのブランドイメージを尊重し、ホラー要素は抑え目にしつつ「泣き」に重点を置いているという。ミステリアスパートは物語の掴み部分がほとんどで、その後の展開では「泣き」に向かって物語が進むため、過度なホラーにはならないと説明した。彼は丘野塔也の案に惹かれていくつか別の提案をしたが、Keyのテイストに合わないとの理由で却下された。結果として、物語を綺麗に落とし込むことができたという。
竜騎士07がKeyのシナリオを執筆するうえで一番に考えたのは、Key作品の王道的な様式美と自身の邪道のバランスについてである。Keyのファンは舌が肥えており、単純な王道だけでは満足しない。また、単なる良い話では自身がシナリオを書く意味がない。そのため竜騎士07は、「劇薬」とも言える邪道の要素が必要だと考えた。彼はKeyファンが求める様式美やお約束を守りつつ、自身の個性を加えることで、ファンに納得してもらえる物語を作ることを目指した。「この話をキネティックノベルで読めてよかった」と読者に思ってもらえるように、王道と邪道の調整に長い時間を掛けたという。

### イラスト
- 出典[4]

起用された経緯
キャラクターデザイナーとして望月けいが起用されたのは、竜騎士07のシナリオに従来のKeyの絵を合わせるのは適切ではないと判断されたからである。望月も竜騎士07も強い個性を持つ人物であるため、二人の個性がぶつかることで大きな化学変化が起きることを期待したとディレクターの高田和磨は語る。
特徴
高田によれば、望月のイラストはスタイリッシュでありながら、萌え要素も組み込まれている点が特徴であるという。最初に上がってきたキャラクターたちを見たときの竜騎士07の感想は「かっこいいなあ！」というものだった。望月の個性的な絵は、秘密を持った若者たちの集団であるルーパーズに非常に適していると感じたという。

## あらすじ
夏休みの深夜、GPSを利用した宝探しゲーム「ジオハンティング」に熱中していたタイラは、同じ一日を無限に繰り返す運命に突然囚われてしまう。「時の渦」と呼ばれるその現象は、何人もの若者たちを同じ一日の中に閉じ込めていた。タイラは同じ一日を繰り返す者達が集う「ルーパーズ」に加わり、時の渦から逃れる手段を模索していく。

## 登場人物

### 主要人物
タイラ / 平良 明（たいら あきら）
声 - 高塚智人
誕生日 - 7月21日 / 身長 - 172cm / 学年 - 高校1年生 / 好き - 宝探し、戦隊ヒーローショー

ミア / 藤川 みあ（ふじかわ みあ）
声 - 金子彩花
誕生日 - 4月2日 / 身長 - 148cm / 学年 - 中学2年生 / 好き - リップクリーム集め、明太子

ヒルダ / 昼田 貴理子（ひるだ きりこ）
声 - 河野ひより
誕生日 - 9月13日 / 身長 - 159cm / 学年 - 高校1年生 / 好き - レオナとおしゃべり、セルフィー

レオナ / 町村 玲央奈（まちむら れおな）
声 - 井澤詩織
誕生日 - 2月24日 / 身長 - 158cm / 学年 - 高校1年生 / 好き - ヒルダとおしゃべり、新作のコンビニスイーツ

サイモン / 西門 貴明（さいもん たかあき）
声 - 木村良平
誕生日 - 3月5日 / 身長 - 181cm / 学年 - 大学4年生 / 好き - 査読付き論文閲覧、ハンドスピナー

ジョウ / 霧島 譲（きりしま じょう）
声 - 江藤要介
誕生日 - 6月6日 / 身長 - 178cm / 学年 - 大学1年生 / 好き - オリジナル筋トレの考案、オリジナルプロテインドリンク作り

ホリー / 堀井 佐奈（ほりい さな）
声 - 木野日菜
誕生日 - 12月27日 / 身長 - 164cm / 学年 - 大学1年生 / 好き - 帽子集め、下町ぶらりひとり旅

リタポン / 利田 美咲（りた みさき）
声 - 八巻アンナ
誕生日 - 5月8日 / 身長 - 156cm / 学年 - 専門学校2年生 / 好き - コスプレ衣装作り、アニメ鑑賞

## 専門用語
ジオハンティング
ジオキャッシングを元にしたスマートフォンゲーム。
時の渦
一日の時間が何度もがループする現象。世界各国で起こる災害のような物であり、規模や人数は様々なであるが、30年以上ループした体験もある。

## スタッフ
- シナリオ - 竜騎士07
- イラスト - 望月けい
- サウンドディレクター - どんまる
- BGM - 細井聡司、折戸伸治、しょうゆ、天休ひさし、すみ、どんまる
- アートディレクター - 恋泉天音
- グラフィックス - 望月ケイ、荻ユキ、宮祈にいな、那由多、SaQ:Ra、恋泉天音
- 背景美術 - 株式会社クリープ（やーま、鳥の）
- 演出グラフィックス - 恋泉天音、なかおよしえ、いくらなぎさ
- 演出 - uta、高田和麿
- サウンドエフェクト - 株式会社AZクリエイティブ
- ボイスエフェクト - どんまる
- スクリプト - どんまる
- ディレクター - 高田和磨
- プロデューサー - 丘野塔也

## 主題歌
全てsana（sajou no hana）による歌唱。
「千夜一夜VORTEX」
オープニングソング。作詞は竜騎士07 /  07th Expansion、作曲は折戸伸治、編曲は前口ワタル。
「フカキユメミシ」
テーマソング。作詞はどんまると高田和磨、作曲・編曲はどんまる。
「イチジツセンカ」
『PLUS』テーマソング。作詞・作曲・編曲はどんまる。
「君との宝探し」
挿入歌。作詞は竜騎士07 / 07th Expansionと高田和磨、作曲は折戸伸治、編曲は前口ワタル。